# Вілліберт
Вілліберт (нім. Willibert; д/н — 11 вересня 889) — 7-й архієпископ Кельна в 870—889 роках.

## Життєпис
Походження достеменно невідомо. Здобув гарну освіту, був священником в Кельні. У 870 році за наполягання Людовика II, короля Східнофранкського, Вілліберта було обрано новим архієпископом Кельнським. Причиною цьому стало фактичне не виконання своїх обов'язків Гуго, який зосередився на державних справах Західнофранкського королівства. Водночас інший претендент Гюнтер, якого 863 року папа римський Миколай I відсторонив від посади, не користувався підтримкою Папського престолу. Втім Карл II, король Західнофранкського королівства, намагався просувати свого кандидата — Гільдуїна, абата монастиря Сен-Бертін.
Новообраного Віллберта невдовзі після обрання було висвячено на архієпископа. Карл II відступив, але натомість архієпископом Тріра було обрано його протеже — Бертульфа.
Того ж 870 року Вілліберт висвятив Кельнський собор, який було завершено ще за часів Гюнтера. Потім разом з Любертом, архієпископом Майнца, головував на синоді Східнофранкського королівства. Разом з тим до кінця 874 року Вілліберт не отримував схвалення свого обрання папою римським Адріаном II. Лише на початку 875 року отримав від останнього паллій. Того ж року висвятив церкву Св. Стефана в абатстві Верден.
Вілліберт був активним прихильником королів східнофранкських Людовика II і Людовика III. 876 року Вілліберт викрив змову проти Людовика III. У 881—882 роках нормани захопили й сплюндрували Кельн. За підтримки Люберта, архієпископа Майнца відродив місто. Потім Віллібертом було фундовано монастирі Св. Цецилія і Св. Мартина.
885 року в Гондервілі (або на острові Геріспіс) разом з Генріхом, маркграфом Норманської Нейстрії, зустрівся з Готфрідом, морським конунгом номанів і герцогом Фризії. Під час перемовин того було вбито.
887 року Вілліберт провів перший провінційний синод. Помер 889 року в Старому Кельнському соборі.